# Prévention de l’extrémisme violent par l’éducation
La prévention de l’extrémisme violent par l’éducation place l’éducation en tant qu’outil essentiel afin de prévenir les croyances et actions de personnes ayant recours à la violence à des fins idéologiques, religieuses ou politiques.

## Facteurs
Les différentes formes de radicalisation, et les chemins qui y conduisent, sont multiples. La vitesse à laquelle se déroule ce processus est variable. Et si le niveau d’instruction ne semble pas constituer un indicateur fiable de vulnérabilité à la radicalisation, il a cependant été établi que certains facteurs socio-économiques, psychologiques et institutionnels, regroupés par les spécialistes en deux grandes catégories, pouvaient aboutir à l’extrémisme violent, :
Facteurs de répulsion
Les « facteurs de répulsion » conduisent les individus vers l’extrémisme violent, par exemple : la marginalisation, les inégalités, la discrimination, la persécution ou le sentiment d’être persécuté ; un accès limité à une éducation pertinente et de qualité ; la privation des droits et des libertés fondamentales ; et d’autres griefs d’ordre environnemental, historique et socio-économique.
Facteurs d'attraction
Les « facteurs d’attraction » renforcent l’attirance suscitée par l’extrémisme violent, par exemple : l’existence de groupes extrémistes violents bien organisés dont les discours ont une grande force de persuasion et qui mettent en œuvre des programmes efficaces de services, d’aide aux revenus et/ou d’emplois en échange de l’adhésion. Ces groupes attirent également leurs nouvelles recrues en leur permettant d’exprimer leurs griefs et en leur faisant des promesses d’aventure et de liberté. Il semblerait en outre qu’ils procurent à leurs membres un certain réconfort spirituel, un « lieu d’appartenance » et un réseau social d’entraide.
Facteurs contextuels
Certains facteurs contextuels constituent un terrain favorable à l’émergence des groupes extrémistes violents, notamment : les États fragiles, l’absence d’État de droit, la corruption et la criminalité.

## Prévention de la radicalisation et déradicalisation
Le rôle de l’éducation dans la prévention de l’extrémisme violent et la déradicalisation des jeunes n’a été reconnu que récemment à l’échelle international.

### Éducation
Lancé en décembre 2015, le Plan d’action du Secrétaire général des Nations Unies pour la prévention de l’extrémisme violent, qui reconnaît que la qualité de l’éducation est fondamentale pour s’attaquer aux causes de ce phénomène, représente un pas décisif dans cette direction.
Le Conseil de sécurité des Nations Unies évoque également ce point dans ses résolutions 2178 et 2250, laquelle souligne notamment la nécessité de fournir « une éducation pour la paix de qualité, qui donne aux jeunes les moyens de participer de façon constructive à la vie de la société civile et aux activités politiques inclusives » et demande « à tous les acteurs compétents d’envisager de mettre en place des dispositifs de promotion d’une culture de paix, de la tolérance et du dialogue interculturel et interreligieux, qui font une place aux jeunes et les dissuadent de prendre part à des actes violents, terroristes ou xénophobes, et de pratiquer toute forme de discrimination ».
En octobre 2015, le Conseil exécutif de l’UNESCO a adopté une Décision qui affirme sans ambiguïté l’importance de l’éducation comme outil de prévention, au niveau mondial, du terrorisme et de l’extrémisme violent ainsi que de l’intolérance raciale et religieuse, des génocides, des crimes de guerre et des crimes contre l’humanité. Qu’elle soit dispensée à l’école, dans des centres sportifs et autres, des associations communautaires ou à la maison, il est en effet reconnu que l’éducation joue un rôle primordial dans l’engagement sociétal visant à enrayer et à prévenir la montée de l’extrémisme violent,,,.
Comme le soulignent ces documents, l’éducation peut :
- Aider les jeunes à acquérir les compétences en communication et les aptitudes relationnelles nécessaires pour dialoguer, faire face au désaccord et s’initier aux approches pacifiques du changement.

- Aider les apprenants à affiner leur esprit critique afin de chercher à en savoir plus sur les affirmations, de vérifier les rumeurs et de remettre en question la légitimité et la force d’attraction des opinions extrémistes.

- Aider les apprenants à renforcer leur résilience et à résister ainsi aux discours extrémistes tout en acquérant les compétences socio-affectives nécessaires pour surmonter leurs doutes et s’investir de manière constructive dans la société, sans avoir à recourir à la violence.

- L’éducation peut également contribuer à mettre en cause les discours extrémistes violents en favorisant les discussions éclairées avec des citoyens du monde investis dans des mouvements internationaux de solidarité.

### Citoyenneté mondiale
L’UNESCO considère l’éducation à la citoyenneté mondiale (ECM), dont l’objet est de susciter un sentiment d’appartenance à une humanité commune et de renforcer un véritable respect à l’égard de tous, comme un outil efficace de prévention de l’extrémisme violent.
La citoyenneté mondiale se rapporte à un sentiment d’appartenance à la communauté mondiale et à une humanité commune. Les citoyens du monde partagent l’expérience de la solidarité et de l’identité collective et assument une responsabilité collective au niveau mondial.
L’ECM est une nouvelle approche qui privilégie le renforcement des connaissances, des compétences, des valeurs et des attitudes afin de favoriser la participation active des apprenants au développement pacifique et durable de leurs sociétés. L’ECM a pour objet d’inculquer le respect des droits de l’homme, de la justice sociale, de l’égalité des sexes et de la durabilité de l’environnement, valeurs fondamentales qui contribuent à renforcer les remparts de la paix contre l’extrémisme violent.

### Rôle de la communauté, de la famille et des médias
La prévention de l’extrémisme violent par l’éducation doit s’inscrire dans un effort de prévention plus large impliquant la famille, la communauté et les médias. La mise en place de réseaux de soutien multiplie les chances de produire un effet positif et renforce le bien-être de la communauté, ce qui évite de faire porter la totalité des efforts sur la surveillance. Ci-dessous des exemples de projets communautaires transversaux : 
- Project Exit – Initiative du Gouvernement norvégien, ce projet poursuit trois principaux objectifs : constituer des réseaux locaux de soutien aux parents d’enfants appartenant à des groupes racistes ou violents ; aider les jeunes à se désengager de ces groupes ; concevoir des outils méthodologiques et les diffuser auprès des professionnels travaillant avec les jeunes liés à des groupes violents. Le projet a suscité la collaboration entre parents, agents de la protection de l’enfance, police, enseignants et éducateurs au niveau local[8].

- Women Without Borders – Cette ONG autrichienne implantée dans plusieurs pays aide les mères et les familles à repérer les signes précurseurs de la radicalisation et à contrer l’influence des facteurs pouvant conduire les jeunes vers l’extrémisme violent[9].

- Connect Justice – Cette entreprise sociale indépendante créée au Royaume-Uni propose des solutions communautaires pour promouvoir la justice sociale. L’accent opérationnel est mis sur l’édification de la confiance et la collaboration entre communautés, société civile, organismes publics et secteur privé sur les thèmes de l’extrémisme et de l’exploitation[10].

### Engagement des jeunes
Les jeunes peuvent être encouragés à mettre à profit leur énergie et leur enthousiasme pour créer et concevoir des idées et des solutions novatrices et positives afin de faire face aux défis de notre temps et aux difficultés qui surviennent dans le monde. Compte tenu de leur maîtrise des réseaux sociaux, le partage d’expériences devient instantané, et parfois très étendu. En s’investissant dans des organisations et des groupes informels, les jeunes entretiennent un sentiment d’espoir pour l’avenir, cultivent la camaraderie, et renforcent leur sentiment d’appartenance et leur identité, ce qui renouvelle leur engagement communautaire.
S’impliquer dans les processus décisionnaires au niveau local ou gouvernemental, ou encore mener des actions bénévoles, stimule également leur désir de changement et le dynamisme qui va de pair. Pour encourager cet investissement, les écoles peuvent enseigner les compétences liées au plaidoyer, à l’organisation de campagnes de sensibilisation, à l’établissement de budgets, à l’organisation et au leadership. Les mécanismes démocratiques électoraux et les partis politiques semblent ne pas avancer assez vite pour les jeunes, qui préfèrent une action immédiate.

## Sources
- Cet article est partiellement ou en totalité issu de la page « Guide du personnel enseignant pour la prévention de l'extrémisme violent » de UNESCO, publié par UNESCO, le texte ayant été placé par l’auteur ou le responsable de publication sous la CC-BY-SA 3.0 IGO

- Cet article est partiellement ou en totalité issu de la page « La Prévention de l'extrémisme violent par l'éducation: guide à l'intention des décideurs politiques » de UNESCO, publié par UNESCO, le texte ayant été placé par l’auteur ou le responsable de publication sous la CC-BY-SA 3.0 IGO